# PRIDE 27
PRIDE 27: Inferno fue un evento de artes marciales mixtas producido por PRIDE Fighting Championships, celebrado el 1 de febrero de 2004 en el Osaka-jō Hall de Osaka.